# Massiac
Massiac é uma comuna francesa na região administrativa de Auvérnia-Ródano-Alpes, no departamento de Cantal. Estende-se por uma área de 34,83 km². Em 2010 a comuna tinha 1 840 habitantes (densidade: 52,8 hab./km²).